# تایتانیک (مینی‌سریال)
تایتانیک (به انگلیسی: Titanic) مینی‌سریال دو قسمتی پخش شده از تلویزیون آمریکا به کارگردانی رابرت لیبرمن محصول سال ۱۹۹۶ می‌باشد. این مینی سریال در مورد غرق شدن کشتی در زمان خود یعنی سال ۱۹۱۲ میلادی را به تصور می‌کشد. این مینی‌سریال یک سال قبل تر از تایتانیک ۱۹۹۷ پخش شده است.

## داستان
تایتانیک سه موضوع اصلی داستان را دنبال می‌کند:
ایزابلا پارادین پس از حضور در مراسم خاکسپاری عمه‌اش در انگلیس، برای پیوستن به همسرش با تایتانیک سفر می‌کند. در تایتانیک، وی با پارک وین، معشوق سابقش ملاقات می‌کند. او دوباره عاشق او می‌شود و پس از یک رابطه کوتاه، به همسرش بی‌سیم می‌فرستد و می‌گوید دیگر با وجود دخترشان نمی‌توانند با هم باشند. وقتی کشتی در حال غرق شدن است، ایزابلا با بی‌میلی، وین را ترک می‌کند. وقتی او را مجبور می‌کند سوار بر یک قایق نجات شود. با پایین آمدن قایق، ایزابلا به یک راز طولانی مدت اعتراف می‌کند که دخترش، کلر، در واقع دختر وین هم است. بعداً در آر‌ام‌اس کارپاتیا سوار بر او هنگامی که بدن بی‌جان وین را بر روی عرشه پیدا کرد، دچار هیجان شدیدی شد که در اثر هیپوترمی درگذشت، اما خوشبختانه کارپاتیا به نیویورک می‌رسد او با خانواده خود که مجدداً از تلاش ایزابلا بی‌خبر هستند، به هم پیوسته‌اند زیرا تلگراف به دلیل غرق شدن هرگز ارسال نشده است.
همچنین در اتاق اول خانواده آلیسون قرار دارند، خانواده‌ای که با تایتانیک سفر می‌کنند و به همراه دو فرزند کوچک خود و پرستار جدیدشان به نام آلیس کلیوور به خانه‌شان در مونترال بازمی‌گردند. آن‌ها به تدریج از رفتار هیستریک و عصبی آلیس مشکوک می‌شوند. بعداً، یک خدمتکار از او سؤال می‌کند که آیا او را در ماه قبل در قاهره دیده بود، اما به زودی متوجه می‌شود که او را از دادگاه بسیار علنی که در آن آلیس متهم به پرتاب کودک خود از قطار بود، به خاطر می‌آورد. هنگامی که تایتانیک شروع به غرق شدن می‌کند، آلیس کلیور وحشت می‌کند و به سرعت سوار قایق نجات با تِرِوِر، فرزند شیرخوار آلیسون می‌شود. والدین به همراه دختر کوچک خود از اینکه کودک در امان است و از ترک کشتی بدون او خودداری می‌کنند، بی‌خبر هستند.
در اتاق سوم، یک ولگرد جوان به نام جیمی پرسه بلیط خود را برای سفر با تایتانیک می‌دزد. او موفق می‌شود با یکی از خدمه، سیمون دونان، که یک سارق است، دوست شود، اما بعداً مشخص می‌شود که یک جنایتکار بسیار خشن و ترسناک‌تر از جیمی است. مرد جوان عاشق آیس لودویگسن، تازه‌وارد و مبلغ مسیحی است. در شب غرق شدن، آیس به‌طور وحشیانه مورد تجاوز و ضرب و شتم دونان قرار می‌گیرد و باعث می‌شود که او ایمان و اراده خود را برای زندگی از دست بدهد، اما جیمی موفق می‌شود تا او را وارد قایق ایزابلا کند. بی‌خبر از آن‌ها، دونان نیز در همان قایق، که به عنوان پیرزن پنهان شده بود، سوار قایق شده است. پس از غرق شدن کشتی، آیس بعد از اینکه او را شناخت، او سعی می‌کند تا مسافران را در گروگان قایق در محل اسلحه نگه دارد، اما افسر لو، که مسئولیت قایق را بر عهده دارد، با یک دست و پا به سر دونان ضربه می‌زند و او را می‌کشد. جیمی موفق می‌شود که قبل از غرق شدن تایتانیک در یکی از آخرین قایق‌های نجات، جان سالم بدر ببرد. وی پس از یافتن آیس، در بیمارستان مجهز در کارپاتیا پس از یافتن زندگی گذشته خود، کفاره زندگی را تحمل می‌کند. در پایان، پس از ورود به نیویورک، این دو قصد دارند زندگی جدیدی را در کنار هم آغاز کنند.

## بازیگران
| نقش                      | بازیگر           |
| ------------------------ | ---------------- |
| پارک وین                 | پیتر گلگر        |
| کاپیتان ادوارد جی. اسمیت | جورج سی اسکات    |
| ایزابلا پارادین          | کاترین زیتا جونز |
| هیزل فولی                | اوا ماری سنت     |
| سیمون دونان              | تیم کوری         |
| جی. بروس ایسمای          | راجر ریس         |
| بس آلیسون                | هارلی جین کوزاک  |
| مارگارت (مولی) براون     | ماریلو هنر       |
| جیمی پرس                 | مایک دویل        |
| آیس لودویگسن             | سوزی آری         |
| آلیس کلیور               | فلیسیتی واترمن   |
| افسر اول ویلیام مرداک    | مالکوم استوارت   |
| افسر دوم چارلز لایتولر   | کوین مک نالتی    |
| افسر پنجم هارولد لو      | کاوان اسمیت      |
| کاپیتان آرتور روسترون    | ترنس کلی         |
| جان جیکوب آستور چهارم    | اسکات هایلندز    |
| مادلین آستور             | جان مورتیل       |
| کلاریندا جک              | تامسین کلسی      |
| (بلک) بیلی جک            | اریک کینلی ساید  |
| کاترین ایزوبل            | مادلین آسایزابل  |
| هادسون جی آلیسون         | کوین کانوی       |
| کاپیتان استنلی لرد       | متیو واکر        |
| مواظب فردریک فلیت        | بایرون لوکاس     |

## بازخورد
نیویورک دیلی نیوز در مورد این واقعیت توضیح داد که بازیگری غیراستاندارد بود و اپراتورها و مالک کشتی تقریباً به اندازه کسانی که با اکسون والدز مرتبط بودند با همدلی نشان داده می شوند.